# ハーズィルの戦い

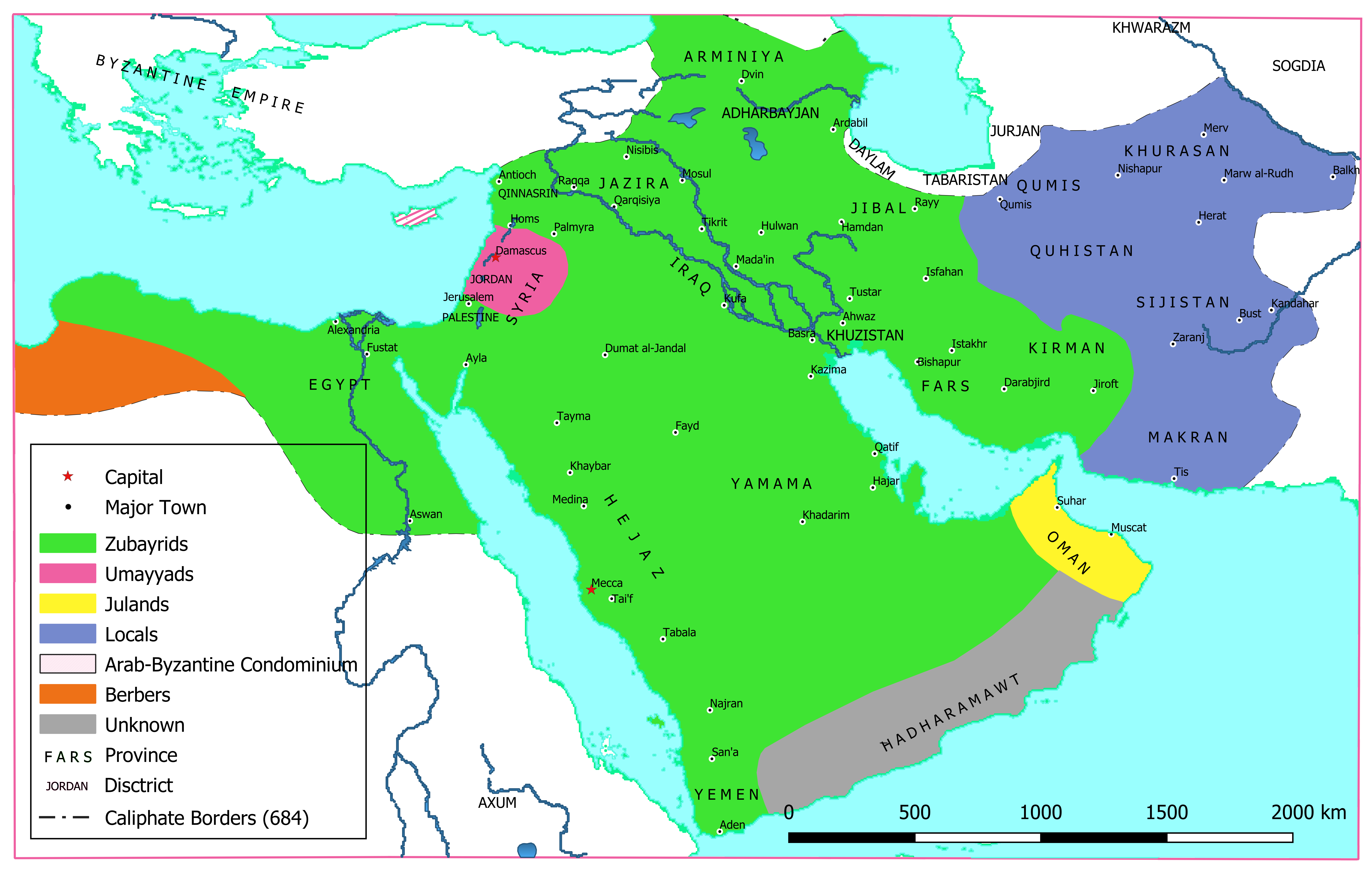
ムアーウィヤ2世死去後の時点（684年）におけるイスラーム世界の勢力図。この時点でウマイヤ朝の勢力範囲はシリアの一部にまで縮小し、アブドゥッラー・ブン・アッ＝ズバイルがイスラーム国家の大半の地域からカリフとして認められた。
ズバイル家の支配地域
ウマイヤ朝の支配地域
ジュランド族の支配地域
現地勢力の支配地域
ベルベル人の支配地域
状況不明（ハドラマウト）

ハーズィルの戦い（ハーズィルのたたかい、アラビア語: يوم الخازر, ラテン文字転写: Yawm Khāzir）は、686年8月に当時イラクの大半を支配下に収めていたアリー家支持派の軍隊とウマイヤ朝軍の間で行われた戦闘である。戦闘はイラクのモースルの東方を流れるハーズィル川のほとりで起こった。
この戦いは、シリアを拠点とするウマイヤ朝のカリフのアブドゥルマリクとイラクのクーファを拠点とするアリー家支持派の指導者のムフタール・アッ＝サカフィー、そしてメッカを拠点にウマイヤ朝に対抗してカリフを称したアブドゥッラー・ブン・アッ＝ズバイルの三者の間で争われていた第二次内乱期のイラクの支配権をめぐる戦いの一つである。
683年にウマイヤ朝のカリフのヤズィード1世が死去すると、ウマイヤ朝の支配に異議を唱えていたアブドゥッラー・ブン・アッ＝ズバイルがメッカを本拠地としてカリフを称し、イスラーム国家のほとんどの地域からその支配権を認められた。しかし、ウマイヤ朝はマルワーン1世の即位後に体制を立て直し、以前にアリー家支持派と対立してイラクの総督の地位を追われていたウバイドゥッラー・ブン・ズィヤードをイラクの再征服のために派遣した。これに対してイラクのクーファの支配権を握ってアリー家支持派の指導者となっていたムフタール・アッ＝サカフィーが、主にペルシア人のマワーリーで構成されたイブラーヒーム・ブン・アル＝アシュタルの率いる軍隊をウマイヤ朝軍の侵攻を阻止するために派遣した。両軍はモースルの東方を流れるハーズィル川のほとりで激突し、戦闘はアリー家支持派の勝利に終わった。ウマイヤ朝軍はウバイドゥッラー・ブン・ズィヤードを始めとする多くの指揮官が戦死し、敗走した兵士の多くもハーズィル川で溺死した。
イラクの支配権の奪回を目指していたウマイヤ朝にとってこの敗北は大きな挫折となり、さらには戦いの後にウマイヤ朝を支持する部族連合のヤマン族と、これに敵対する部族連合のカイス族の間の抗争が激化した。一方で勝利したムフタールの優位も長くは続かず、ムフタールは戦いの1年後にアブドゥッラー・ブン・アッ＝ズバイルの弟のムスアブ・ブン・アッ＝ズバイルに敗れて殺害された。ウマイヤ朝は691年になって再びイラクの再征服に向けた軍事行動を起こし、マスキンの戦いでムスアブ・ブン・アッ＝ズバイルを破ってイラクの支配を回復することに成功した。

## 背景
ウマイヤ朝のカリフのヤズィード1世が683年に死去し、後継者のムアーウィヤ2世も684年に相次いで死去したことでウマイヤ朝によるイスラーム国家の支配体制は動揺し、イスラーム世界は第二次内乱として知られる混乱期に入った。その結果、ウマイヤ朝はイラク（ティクリート以南のメソポタミア地方）の支配権を失い、シリア北部とパレスチナの総督たちもウマイヤ朝に対抗してメッカでカリフを称したアブドゥッラー・ブン・アッ＝ズバイル（以下、イブン・アッ＝ズバイル）に忠誠の対象を移した。ウマイヤ朝の支配地は、これらの地域やその他の地域からも離反者が出たことで首都のダマスクス周辺の地域に限られるようになった。ウマイヤ朝のイラク総督であったウバイドゥッラー・ブン・ズィヤード（以下、イブン・ズィヤード）は、現地を追放された後にウマイヤ朝による支配を立て直すためにダマスクスへ向かった。そして684年6月に、イブン・ズィヤードの尽力と後に「ヤマン」の名で知られるようになるウマイヤ朝を支持するアラブ人の部族連合の合意によって、当時ウマイヤ家の長老格であったマルワーン・ブン・アル＝ハカム（マルワーン1世）がカリフに選出された。
ウマイヤ朝とその部族同盟は、684年8月に起こったマルジュ・ラーヒトの戦いでイブン・アッ＝ズバイルを支持していた部族連合のカイス族を破った。このウマイヤ朝の勝利によってシリア全土がマルワーン1世の支配下に入ったが、同時にこの戦いの結果はカイス族とヤマン族の長期に及ぶ対立が生じる原因にもなった。その後、マルワーン1世はイラクを奪還するためにイブン・ズィヤードが率いる軍隊を派遣した。当時のイラクの支配権は、ムフタール・アッ＝サカフィーの支持者を含む複数のアリー家支持派やイブン・アッ＝ズバイルなどのいくつかの反ウマイヤ朝を掲げる勢力によって分割されていた。
マルワーン1世はイブン・ズィヤードに対し、全ての征服した地に対する総督の地位を与えると約束していた。685年1月初旬にイブン・ズィヤードはユーフラテス川に近いジスル・マンビジュで軍隊を動員していた。一方で同じ時期にイブン・ズィヤードの副官のフサイン・ブン・ヌマイル・アッ＝サクーニーが、現代のラース・アル＝アインで起こったアイン・アル＝ワルダの戦いでスライマーン・ブン・スラドに率いられたタッワーブーン（悔悟者たち）と呼ばれるアリー家支持派の一派の軍隊を壊滅させた。マルワーン1世はイブン・ズィヤードの軍隊がラッカに陣を構えている最中の685年の春に死去し、マルワーンの息子のアブドゥルマリク・ブン・マルワーンがカリフの地位を継承した。
アイン・アル＝ワルダの戦いでウマイヤ朝が勝利を収めてから18か月の間、イブン・ズィヤードの軍隊はイブン・アッ＝ズバイル支持派のズファル・ブン・アル＝ハーリス・アル＝キラービーが率いるジャズィーラ（メソポタミア北部）のカイス族と戦いを続けていたものの、戦況はこう着していた。イブン・ズィヤードは686年の夏にイラクの征服を最終的な目標として、長らくクーファの有力軍人によって支配されていたモースルに向けて進軍した。既にクーファの支配権をイブン・アッ＝ズバイル派の総督から奪っていたムフタールは、ウマイヤ朝軍と対決するために、指揮官のイブラーヒーム・ブン・アル＝アシュタル（以下、イブン・アル＝アシュタル）が率いる軍隊を編成して派遣した。これに対してイブン・ズィヤードは686年7月9日から10日にかけてムフタールの軍隊を破り、さらにはムスアブ・ブン・アッ＝ズバイル（イブン・アッ＝ズバイルの弟）とクーファのアシュラーフ（アラブ部族の有力者層）がムフタールの軍隊の不在を利用してクーファの支配権を奪還しようと試みた。しかし、この試みはムフタールがイブン・アル＝アシュタルの部隊を呼び戻すことに成功し、7月末までにイブン・アッ＝ズバイル支持派の部隊を退けたことで失敗に終わった。クーファの支配権を維持したムフタールは、イブン・ズィヤードと戦うために再びイブン・アル＝アシュタルが率いる軍隊を派遣した。

## 交戦勢力と戦力

### ウマイヤ朝
イブン・ズィヤードの軍勢は60,000人の規模に及ぶシリアのアラブ部族出身者から構成され、中世の史料は「シリア人の大群」（jumū' ahl al-Shām）と表現している。9世紀から10世紀にかけての歴史家であるタバリーによって引用されたある記録では、当時「（カリフの）マルワーンの軍隊はカルブ族から構成され、指揮官はイブン・バフダルであった」と記されており、一方で「カイス族はその全体がジャズィーラに居住し、マルワーンとその一族に敵対していた」と報告している。現代の歴史家のヒュー・ナイジェル・ケネディは、実際にはイブン・ズィヤードはカイス族とヤマン族（後者の部族連合で支配的な部族はカルブ族であった）の双方から指揮官を採用していたため、この報告は状況を「誇張した説明」であると主張している。しかし同時に、カイス族とヤマン族の対立の影響がウマイヤ朝の軍隊内で「全体的な問題となっていたことを強く示唆している」と指摘している。

### アリー家支持派

ハーズィルの戦いが起こった686年時点の勢力図。
アブドゥルマリク・ブン・マルワーン（ウマイヤ朝）の支配地域
ムフタール・アッ＝サカフィーの支配地域
アブドゥッラー・ブン・アッ＝ズバイル（ズバイル家）の支配地域
アブドゥッラー・ブン・アッ＝ズバイルを支持する勢力の支配地域
ハワーリジュ派の支配地域

ムフタールの軍隊はイブン・ズィヤードの軍隊よりも小規模であったものの、フサイン・ブン・アリーの死とタッワーブーンの壊滅の双方に関与していたイブン・ズィヤードへの復讐の願望と、クーファにおける成功体験から高い士気を保っていた。8世紀のアラブ人の歴史家であるアブー・ミフナフは、イブン・アル＝アシュタルの軍隊は良く組織された総勢20,000人の騎兵隊からなっていたと記録している。しかし、戦闘が起こった時期と同時代のシリア人の歴史家であるヨハネス・バル・ペンカイェは、軍隊は13,000人の寄せ集めの歩兵からなっていたと説明している。この歩兵部隊はムフタールのシュルタ（選抜部隊）と呼ばれていた。
ムフタールがイブン・アル＝アシュタルの指揮の下で送った軍隊は、マワーリー（単数形ではマウラー、アラブ部族の非アラブ人の庇護民）が大部分を占めていた。そしてマワーリーの兵士たちは、アブー・アムラ・カイサーンに率いられたクーファのペルシア人が中核をなしていた。バジーラ族のマウラーであったカイサーンは、ムフタールのシュルタもしくはハラス（身辺警護）の指揮を担当していた。ムフタールの軍隊についてペルシア人が支配的であった点はイブン・アル＝アシュタルの下に加わったウマイヤ朝の離反者たちによって指摘されている。これらの離反者はムフタールの軍隊の兵士が話すアラビア語をほとんど理解できないと不満を漏らしており、ペルシア人たちはウマイヤ朝軍の精鋭部隊に立ち向かうには不適当であると考えていた。9世紀の歴史家のアブー・ハニーファ・ディーナワリーは、このような不満に対し、自軍の兵士は「ペルシアの高貴な戦士や指導者たちの子孫」であるとイブン・アル＝アシュタルが答えたと伝えている。また、アラブ人からなる騎兵隊もイブン・アル＝アシュタルの軍隊において重要な要素を占めており、部隊の副官たちもアラブ人で構成されていた。

## 戦闘

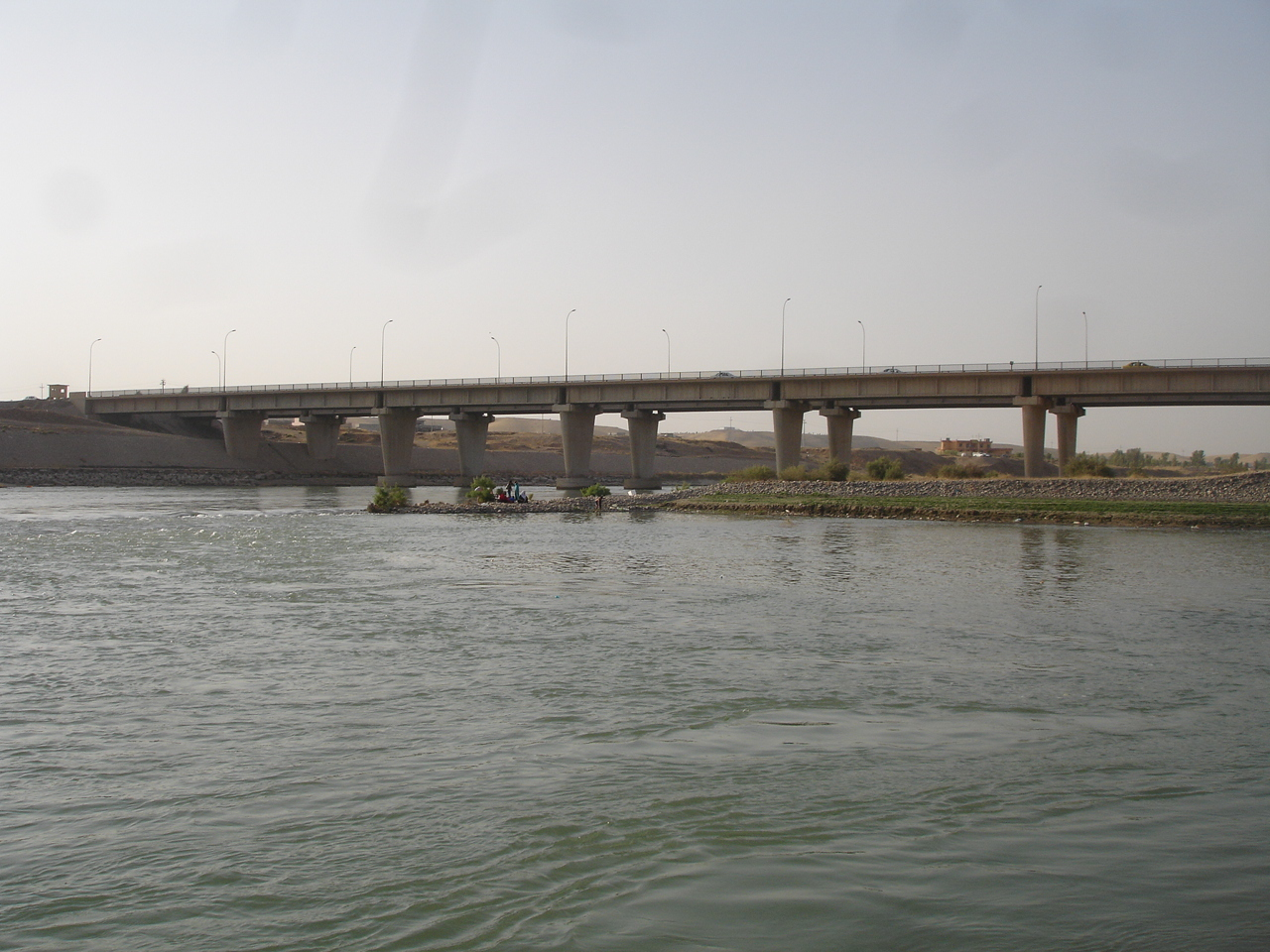
戦闘は写真のハーズィル川のほとりで起こった（2010年撮影）

686年8月初旬にイブン・アル＝アシュタルの率いる軍隊の全軍が、ウマイヤ朝軍のイラクへの進攻を阻止するために大ザブ川に向けて北へ進軍した。イブン・アル＝アシュタルは騎兵と歩兵を分けずにウマイヤ朝軍の陣営付近まで北進を続け、イブン・ズィヤード配下の指揮官の一人であるフマイド・ブン・フライス・アル＝カルビーの部隊を誘い寄せた。そして大ザブ川の支流であるハーズィル川のほとりに近い、モースルから東へ約24キロメートルに位置するバルイータ村を占拠するためにトゥファイル・ブン・ラキートが率いる先遣隊を派遣した。イブン・アル＝アシュタルの軍隊はバルイータ村で野営し、一方でイブン・ズィヤードとその軍隊も進軍してバルイータ村のすぐ近くで野営した。その日の夜、イブン・ズィヤードの軍隊の左翼軍の指揮官であるウマイル・ブン・アル＝フバーブ・アッ＝スラミーが密かにイブン・アル＝アシュタルと面会し、イブン・アル＝アシュタルの部隊がウマイヤ朝軍の左翼軍を攻撃した時点でカイス族を中心とする部隊とともにイブン・ズィヤードを見捨て、イブン・アル＝アシュタル側に離反することを約束した。ウマイルはその後ウマイヤ朝軍の野営地に戻り、一方でイブン・アル＝アシュタルは残りの夜の間、自分の護衛に警戒態勢を取らせた。
8月6日の明け方、イブン・アル＝アシュタルは兵を動員して各大隊を編成した。そして右翼軍の指揮官にスフヤーン・ブン・ヤズィード・アル＝アズディー、左翼軍の指揮官にアリー・ブン・マーリク・アル＝ジュシャミー、騎兵隊の指揮官に異母兄弟のアブドゥッラフマーン・ブン・アブドゥッラー・アル＝ナハイー、そして歩兵部隊の指揮官にトゥファイル・ブン・ラキートを配した。騎兵が非常に少なかったため、イブン・アル＝アシュタルは騎兵隊を右翼軍の自分に近い場所に留めていた。その後、軍隊が徒歩でウマイヤ朝軍の陣地を見下ろす丘に進軍し、その際に騎兵の一人であるアブドゥッラー・ブン・ズハイル・アッ＝サルーリーをイブン・ズィヤードの軍隊の情報収集のために送った。アッ＝サルーリーはイブン・ズィヤードの軍の兵士の一人と言葉を交わして侮辱し、さらにウマイヤ朝の軍隊が「無秩序で狼狽えた状態」にあるという情報を持ってイブン・アル＝アシュタルの下へ戻った。そしてイブン・アル＝アシュタルは自軍を見渡し、「フサインを殺した者」、すなわちイブン・ズィヤードに対してジハード（聖戦）を行うように呼び掛けた。
イブン・アル＝アシュタルは自分の位置に戻ると馬から降り、一方でウマイヤ朝軍は部隊を前進させた。ウマイヤ朝軍の右翼軍の指揮官はフサイン・ブン・ヌマイル・アッ＝サクーニー、左翼軍の指揮官はウマイル・ブン・アル＝フバーブ・アッ＝スラミー、そして騎兵隊の指揮官はシュラフビール・ブン・ズィル＝カラー・アル＝ヒムヤリーだった。イブン・ズィヤードは歩兵とともに進軍した。戦線が近づいてくると、フサイン・ブン・ヌマイルの率いる右翼軍がアル＝ジュシャミーの左翼軍を攻撃した。アル＝ジュシャミーは戦闘の中で殺害され、続けざまにアル＝ジュシャミーの息子のクッラとその護衛も倒された。その結果イブン・アル＝アシュタルの左翼軍は追い払われたが、アブドゥッラー・ブン・ワルカー・アッ＝サルーリーの指揮の下で軍をまとめ、イブン・アル＝アシュタルの右翼軍に合流した。その後、イブン・アル＝アシュタルはウマイル・ブン・アル＝フバーブが約束通りに離反することを期待してアル＝アズディーの率いる右翼軍に敵の左翼軍への攻撃を指示した。しかしウマイルは自分の立場を変えず、両軍の間で激しい戦闘が繰り広げられた。
イブン・アル＝アシュタルはウマイヤ朝軍の左翼軍が崩れないことを確認すると、敵軍の主力を分散させることができれば右翼軍と左翼軍も散り散りになるだろうと考え、作戦を変更して敵軍の中央を攻撃するように命じた。そして自ら攻撃に加わり、親しい同志たちとともに何人ものウマイヤ朝軍の兵士を倒したといわれている。激しい戦闘の中で両軍の多くの兵士が殺され、ついにはウマイヤ朝軍が敗走を始めた。自軍の敗走を目撃したウマイル・ブン・アル＝フバーブはイブン・アル＝アシュタルに自分が投降すべきかどうかを確認したが、イブン・アル＝アシュタルは部下が怒りのあまりウマイルに危害を加えることを恐れたために投降を遅らせるように伝えた。
総司令官のイブン・ズィヤードは戦闘の最中に殺害された。イブン・ズィヤードの死について、ダッハーク・ブン・アブドゥッラー・アル＝ミシュラーキーという名の人物は、イブン・アル＝アシュタルが「（イブン・ズィヤードを）足が東へ、腕が西へ離れるように真っ二つに」斬り殺したと報告している。一方でクーファ出身のシャリーク・ブン・ジャディール・アッ＝タグリビーという名の兵士がフサイン・ブン・ヌマイル・アッ＝サクーニーをイブン・ズィヤードと誤認して攻撃を加え、そのままフサインを殺害した。シュラフビール・ブン・ズィル＝カラー・アル＝ヒムヤリーと、もう一人のイブン・ズィヤードの副官であるラビーア・ブン・アル＝ムハーリク・アル＝ガナウィーも戦死を遂げた。イブン・アル＝アシュタルの軍隊はウマイヤ朝軍の野営地を占領し、敗走する敵軍を川まで追った。ウマイヤ朝軍は戦闘で殺害された人数よりもハーズィル川で溺死した人数の方が多かったと伝えられている。

## 戦闘後の経過

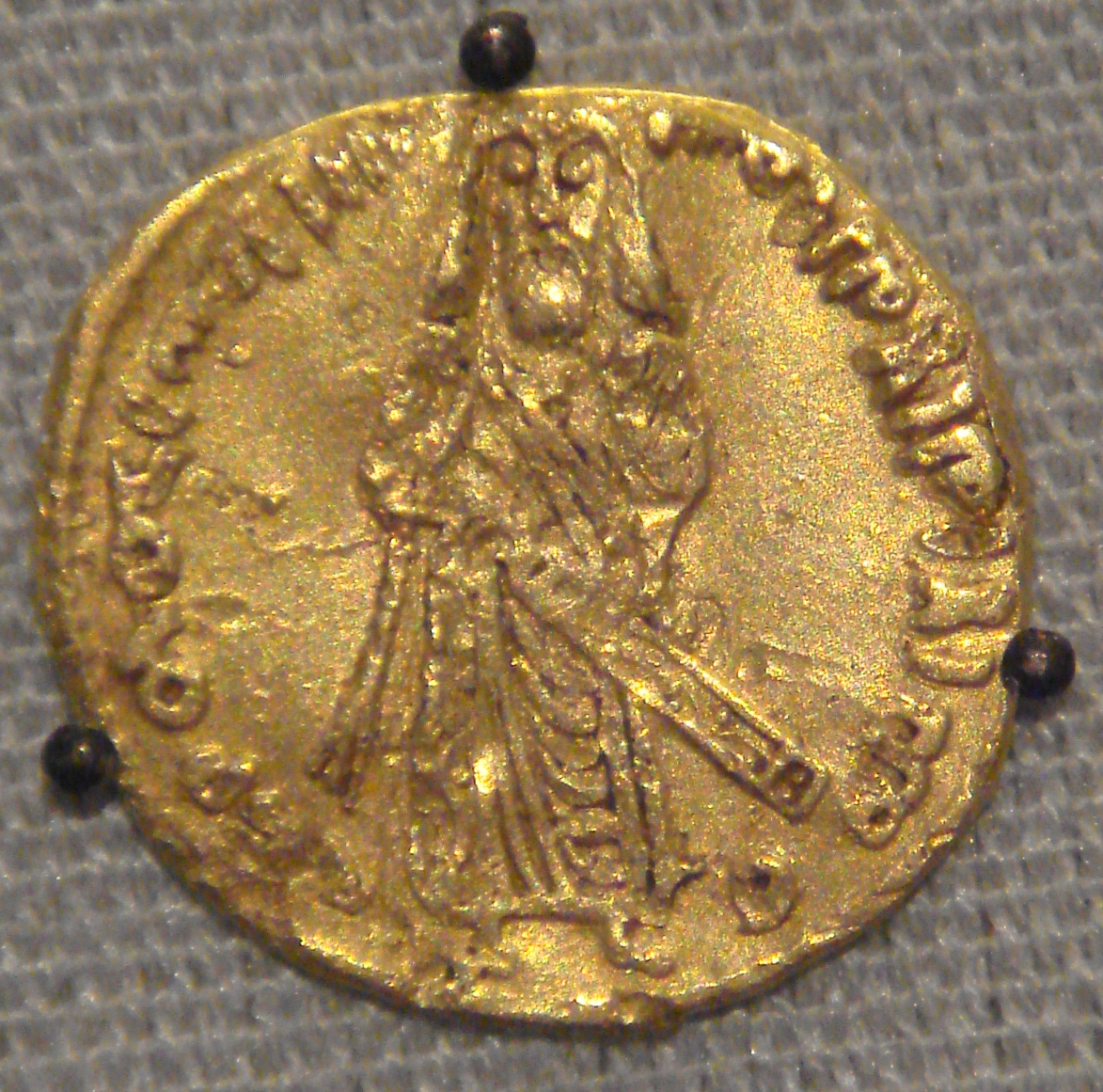
ハーズィルの戦いでのアリー家支持派の勝利は、ウマイヤ朝のカリフのアブドゥルマリクによるイラクの再征服に向けた試みをさらに遅らせることになった。写真：ヒジュラ暦75年（西暦694/5年）に鋳造されたアブドゥルマリクの肖像が刻まれたディナール金貨

ムフタールとその支持者たちは、イブン・ズィヤードの死を680年にカルバラーの戦いでフサイン・ブン・アリーを殺害したことに対する当然の報いだとみなした。この戦いの結果、ムフタールはモースルとその周辺地域の支配を手に入れ、イブン・アル＝アシュタルをモースルの総督に任命した。ウマイヤ朝軍の敗北は、イラク全域にウマイヤ朝の支配権を再確立するというアブドゥルマリクの計画に大きな後退をもたらした。
ハーズィルの戦いの後、カイス族とヤマン族の部族連合間の抗争が激化した。ズファル・ブン・アル＝ハーリス・アル＝キラービーに率いられたジャズィーラのカイス族は、対抗勢力であるヤマン族に属するカルブ族やキンダ族が中心を占めていたウマイヤ朝軍を破ったことで自信を深めた。カイス族の立場は、ハーズィルの戦いでイブン・アル＝アシュタルに降ったウマイル・ブン・アル＝フバーブ・アッ＝スラミーとウマイルが率いるスライム族の部族民が加わったことで強化された。一方、カルブ族の族長でハーズィルの戦いにおけるウマイヤ朝軍の生き残りであるフマイド・ブン・フライス・アル＝カルビーは、戦いの後の数年間、敵対するウマイルとズファルが率いるカイス族の部族民に対する戦闘と破壊的な報復攻撃においてカルブ族を率いた。また、ウマイルがそれまで中立であったタグリブ族を攻撃したことでタグリブ族は追い立てられ、カルブ族、ガッサーン族、ラフム族、そしてキンダ族を構成するサクーン族やサカスィク族とともにヤマン族の下に加わった。一方で対峙するカイス族は、キラーブ族、ウカイル族、バーヒラ族、およびスライム族で構成されていた。
687年初頭にムスアブ・ブン・アッ＝ズバイルとクーファのアシュラーフがマザールとハルーラーの戦いでムフタールの支持者たちを破り、クーファを包囲したことでムフタールの運勢は尽きた。687年4月にはイブン・アッ＝ズバイル支持派の軍隊がクーファに最終的な攻撃を加え、ムフタールとその6,000人の支持者たちを殺害した。これらの出来事の間、イブン・アル＝アシュタルは自分の軍隊とともにモースルに留まり続け、ムフタールの敗北後にムスアブの下に降った。イブン・アッ＝ズバイルはムフタールを倒したことでイラクの支配を手に入れたものの、すぐにイラクやその他の地域でハワーリジュ派による反乱に悩まされるようになった。
一方でアブドゥルマリクはハーズィルの戦いでの失敗を受けてイラクの再征服に向けたさらなる試みを断念し、代わりにイラク一帯で不満を抱いている部族長たちを取り込むことに専念した。そして690年から691年にかけて、ムハンマド・ブン・マルワーンやヤズィード1世の息子であるハーリドとアブドゥッラーを含む大半がウマイヤ家の人物によって率いられた軍隊を伴い自らイラクへの大規模な侵攻を開始した。この頃までにはイラクの多くのアシュラーフがウマイヤ朝の統治権を受け入れており、ウマイヤ朝軍はマスキンの戦いでムスアブ・ブン・アッ＝ズバイルとイブン・アル＝アシュタルを殺害して勝利を収め、イラクにおけるウマイヤ朝の支配を回復させた。